# Franz Löschnak
 (juin 2018).
Franz Löschnak (né le 4 mars 1940 à Vienne) est un juriste autrichien et homme politique du Parti social-démocrate d'Autriche. De 1987 à 1989, il a été secrétaire de la Santé dans le gouvernement fédéral, et de 1989 à 1995, il a été à la tête du ministère fédéral de l'Intérieur.

## Vie et travail
Après avoir passé le bac en 1958, Löschnak est allé à l'école de droit à l'université de Vienne. Il y a obtenu le titre de docteur en droit.
De 1959 à 1977, il a travaillé pour la Ville de Vienne. En 1989, Löschnak est devenu le vice-président du Parti social-démocrate d'Autriche. Pour ce parti, il a également été député au Conseil national.

### Service Autrichien de la Mémoire
Après que  l'historien Andreas Maislinger développa l'idée du service Autrichien de la Mémoire, Löschnak en posa les bases juridiques. Le premier participant commença son service le 1er septembre 1992  au musée national Auschwitz-Birkenau.

## Distinctions
- Ordre du Mérite (Autriche)
- Ordre de Léopold II